# 赵永清 (中国共产党)
赵永清（1963年4月—），山东临朐人。1982年7月参加工作，1989年1月加入中国共产党，山东党校研究生学历，公共管理硕士。曾任宁夏回族自治区政协副主席（排第一），现任贵州省政协主席、党组书记。

## 生平
早年在山东省昌潍师专汉语言文学专业学习，毕业后分配到山东省安丘县第四中学任教师。1987年后历任山东省昌乐县工会常委；山东省昌乐县工会常委、生产劳动保护部部长；山东省昌乐县委办公室秘书，综合科副科长，科长，副局级秘书，副主任；山东省昌乐县五图镇党委副书记，书记；山东省昌乐县副县长；山东省诸城市副市长等职。
2004年5月，调宁夏回族自治区教育厅工作，历任宁夏回族自治区国土资源厅副厅长、党组成员，宁夏回族自治区吴忠市委常委、副市长人选，宁夏回族自治区吴忠市委常委、副市长，宁夏回族自治区吴忠市委副书记、副市长，宁夏回族自治区吴忠市委副书记、副市长兼政法委书记，宁夏回族自治区林业局党组书记，宁夏回族自治区吴忠市委书记，宁夏回族自治区吴忠市委书记，市人大常委会主任、党组书记。
2017年1月，任中共宁夏回族自治区党委常委、宣传部部长。2018年9月，中共宁夏回族自治区党委决定：赵永清接替纪峥任自治区党委秘书长。2021年6月任宁夏回族自治区政府常务副主席。2022年1月，当选为宁夏回族自治区政协副主席。
2023年1月，任贵州省政协党组书记、主席。